# 新昌郡 (刘宋)
新昌郡，中国南北朝时设置的郡。
南朝宋元徽元年（473年）置新昌郡，治顿丘县（今安徽省滁州市），属徐州。南朝齐属北徐州，下辖顿丘县、谷熟县、尉氏县。南梁和北朝属南谯州。北齐天保后为南谯州治所。北周下辖顿丘县、高塘县、乐巨县。隋文帝开皇三年（583年）废除新昌郡，三县合并为新昌县，新昌县直属滁州。